# گورنویل (کالیفرنیا)
گورنویل (به انگلیسی: Guerneville) یک منطقهٔ مسکونی در ایالات متحده آمریکا است که در شهرستان سونوما، کالیفرنیا واقع شده‌است. گورنویل ۲۵٫۵۸۷ کیلومتر مربع مساحت و ۴٬۵۳۴ نفر جمعیت دارد و ۱۸ متر بالاتر از سطح دریا واقع شده‌است.